# 3742 Sunshine
3742 Sunshine este un asteroid din centura principală, descoperit pe 2 martie 1981 de Schelte Bus.